# Rudgölen (Tvings socken, Blekinge, 624789-147253)
Rudgölen är en sjö i Karlskrona kommun i Blekinge och ingår i Nättrabyån-Ronnebyåns kustområde. Sjön är 17,2 meter djup, har en yta på 0,046 kvadratkilometer och befinner sig 89 meter över havet.